# 太平洋側帶小公魚
太平洋側帶小公魚（学名：Stolephorus punctifer）俗名魩仔，為輻鰭魚綱鯡形目鯡亞目鳀科的其中一種。

## 分布
本魚廣泛分布印度西太平洋區，包括東非、馬達加斯加、紅海、波斯灣、模里西斯、塞席爾群島、斯里蘭卡、印度、孟加拉灣、安達曼海、泰國、越南、馬來西亞、印尼、菲律賓、中國沿岸、台灣、日本、韓國、新幾內亞、澳洲北部等海域。

## 深度
水深0至20公尺。

## 特徵
本魚體型側扁，呈透明狀，主上頜骨末端截平，向後延長但不達前鰓蓋骨前緣，鼻尖較鈍。背鰭軟條12至15枚；臀鰭軟條14至17枚。體長可達13公分。

## 生態
本魚成群在內灣、沿岸游動，以浮游生物為食。

## 經濟利用
魚肉多水分易糜爛，多煮熟後出售，炒食甚美味。